# Accentus
Accentus — французький камерний хор заснований та очолений у 1991 році диригентом Лоранс Екільбе. Налічує з 32 виконавці.
До репертуару хору входять як класичні твори, починаючи з епохи бароко, так і, перш за все, новітня музика. Хор виконував прем'єри творів таких композиторів як Паскаль Дюсапен, Філіпп Манурі Брюно Мантовані, Марко Строппа, виступав з такими диригентами, як П'єр Булез, Крістоф Ешенбах, Джонатан Нотт, Жан Крістоф Спінози. Тричі (2002 2005 2008), хор був удостоєний премії Віктуар де ля мюзик як найкращий вокальний колектив Франції.